# Antenne Bayern
Antenne Bayern ist ein privater Hörfunksender Bayerns mit Sitz in Ismaning. Der Programmveranstalter firmiert als Antenne Bayern GmbH & Co. KG. Als Zielgruppe werden 14- bis 59-Jährige angegeben.

## Programm
Antenne Bayern sendet als Vollprogramm und besteht aus den Elementen Musik, Information, Unterhaltung und Service.
Im Programm finden sich neben aktuellen Poptiteln auch Hits aus den letzten vier Dekaden, die computergestützt rotiert werden. Zur vollen Stunde werden Nachrichten, der Wetterbericht und ein Verkehrsservice für die Autobahnen und Staatsstraßen im Freistaat, zur halben Stunde werden Schlagzeilen und der Verkehrsservice gesendet. Außerdem sendet Antenne Bayern regelmäßig Comedy-Formatefolgen, z. B. Antenne Bayern Landtagslift, Comedy-Call mit Herrn Braun und Mein Kind, die anderen Mütter und ich.
Seit 2003 werden Teile des Abend- und Nachtprogramms nicht mehr live moderiert.

### Spartenprogramme
Neben dem Hauptprogramm sind derzeit (Stand: 2025) über 40 weitere Spartenprogramme als Webradio verfügbar, daneben das Programm Rock Antenne, das wie Antenne Bayern im bundesweiten DAB-Ensemble vertreten ist. Seit dem 31. Juli 2023 ist das Programm Oldie Antenne via DAB+ über den bundesweiten Digitalradio-Multiplex der Antenne Deutschland zu empfangen. Zusätzlich wird das Programm in landesweiten DAB+-Multiplexen verbreitet.

## Marktanteile
Laut ma 2024 Audio II (Grundgesamtheit: deutschspr. Bevölkerung 14+) wird der Sender von 3,84 Millionen Hörern pro Tag (Mo–Fr) gehört. In der durchschnittlichen Sendestunde (6:00 bis 18:00 Uhr, Mo–Fr) erreicht der Sender 661.000 Menschen.

## Geschichte
Vor dem Sendestart als bayernweiter Radiosender sendete man schon von Mitte 1985 bis 30. September 1987 in München auf der UKW-Frequenz 89,0 als Radio 1. Stephan Lehmann gehörte zu den ersten Moderatoren.
Das Privatradiokonzept in Bayern sah bereits damals die Einrichtung zweier landesweiter Sendeketten vor. Die Hauptanteilseigner von Antenne Bayern wollten mit Radio 1 zum einen Erfahrung sammeln, andererseits auch ihre Ausgangsposition bei der Bewerbung verbessern. Die zweite landesweite Kette wurde nach dem Start von Antenne Bayern zerschlagen und dem Lokalfunk, B5 Aktuell und Antenne Bayern zugeordnet.
Ursprünglich sollte Antenne Bayern den Namen Radio Bayern tragen. Dies wurde jedoch auf Initiative des Bayerischen Rundfunks, der eine zu große Verwechslungsgefahr zu den eigenen öffentlich-rechtlichen Radioprogrammen sah, untersagt. Am 5. September 1988 ging der Sender über damals 26 UKW-Frequenzen mit seinem 24-Stunden-Vollprogramm erstmals auf Sendung. Von 1990 bis 1999 strahlte Antenne Bayern die Comedy-Serie Die Feuchtgrubers aus. Daneben war auch die fränkische Comedy-Serie Metzgerei Boggnsagg lange Zeit fester Bestandteil des Programms.

### Senderlogos

Erstes Logo ab Sendestart
Logo von 1998 bis 2017
Aktuelles Logo seit 2017

## Regionale Veranstaltungen
Der Radiosender legt Wert auf Veranstaltungen in der Region Bayern. So erregte der Sender in den Wintermonaten der Jahre 2004 bis 2008 Aufsehen, indem abfallende Straßen und Hügel in eine große „Partypiste“ verwandelt wurden. Von 1998 bis 2006 veranstaltete der Sender eine „Gute-Launemacher-Tour“ auf bayerischen Haupt-, Markt- und Rathausplätzen und war dort mit seiner eigenen Senderband präsent. In den Sommermonaten 2006 bis 2008 war Antenne Bayern auch mit der „Strand-Party“ in Bayern unterwegs, bei der auf dem jeweiligen Standort mehrere Tonnen Sand ausgebracht wurden, um das Gefühl einer echten Strandparty noch zu verstärken. Seit 2011 ist der Sender auf bayerischen Stadtfesten präsent und bespielt unter dem Motto „Feiern mit Antenne Bayern“ eine Bühne mit Moderatoren, DJs und Senderband.

## StiftungAntenne Bayern hilft
Kurze Zeit nach Sendestart erfolgte die Eintragung als Verein. Seit dem 17. Dezember 2002 fungiert Antenne Bayern hilft als Stiftung. Sie unterstützt Menschen, die in Not geraten sind, überwiegend auf den bayerischen Raum beschränkt. Ebenso erhalten soziale Einrichtungen für Kinder und Erwachsene Zuwendungen, wenn staatliche Mittel hier nicht ausreichen.
Zur Weihnachts-/Adventszeit findet der jährliche Spendentag statt. Hier können die Hörer anrufen und sich gegen eine Spende in beliebiger Höhe einen Musiktitel wünschen. Beim Spendentag 2020 wurden 4,8 Millionen Euro von den Hörern gespendet. An einem Sonderspendentag anlässlich der großen Flutkatastrophe in Bayern im Sommer 2002 kamen ungefähr 3 Millionen Euro zusammen.

## Weitere Aktivitäten
Das Unternehmen betreibt mit der Rock Antenne eine zweite Radiostation (eine 81,5%ige Tochter), deren Programm sich am AOR-Format orientiert. Am 29. Oktober 2021 wurde der neue Sender Antenne NRW gestartet. Insgesamt gehören zur Antenne Bayern Group fünf Marken, darunter die Vermarktungsgesellschaft SpotCom.

## Veröffentlichungen

### Singles
- 2020: Bayernhymne – Gott mit dir, du Land der Bayern

## Auszeichnungen
- Deutscher Radiopreis (2019) Bester Podcast „Geheimakte Peggy“[16]
- Deutscher Radiopreis (2017) Bester Moderator Wolfgang Leikermoser[17]
- Deutscher Radiopreis (2013) Beste Sendung „Die jungen Wilden“ mit Kristina Hartmann und Andreas Christl[18]
- Deutscher Radiopreis (2010) Sonderpreis des Beirates für Kreativität und Kontinuität[19]
- kress Award (2010) Geschäftsmodell Radio „Antenne-Bayern-Maibaum-Klau“[20]
- Deutscher Mediapreis (2009) Sonderpreis Hörfunk: Antenne Bayern für Audi[21]
- Medienpreis des Bundes der Steuerzahler (2014) Wolfgang Leikermoser als „Anwalt der Bürger ausgezeichnet“[22]

## Gesellschafter
Eigentümer des Unternehmens sind folgende Gesellschafter:
- Amperwelle Studio München Programmanbietergesellschaft (6,1 %)
- Axel Springer SE (16 %)
- Hubert Burda Media (16 %)
- Studio Gong (7 %)
- Mediengesellschaft der bayerischen Tageszeitungen für Kabelkommunikation (24,9 %)
- Medienpool (gehört Helmut Markwort) (7 %)
- Radio Bavaria Rundfunkprogrammgesellschaft (Hauptgesellschafter Michael Oschmann, Geschäftsführer des Telefonbuchverlags Hans Müller) (7 %)
- RTL Group (16 %)

## Kritik wegen Schleichwerbung und Gewinnspielen
Im August 2005 geriet Antenne Bayern wegen unerlaubter Schleichwerbung für die T-Online-Tochter Musicload in die Kritik. Im laufenden Programm forderten Moderatoren dazu auf, Lieder bei dem Online-Musikanbieter herunterzuladen. Diese Hinweise wurden jedoch nie als Werbung gekennzeichnet. Da es sich dabei um einen klaren Verstoß gegen die Werberichtlinien des Bayerischen Mediengesetzes und des Rundfunkstaatsvertrages handelte, bat die Bayerische Landesmedienanstalt (BLM) den Sender um Stellungnahme. Der Sender reagierte auf Anfrage der BLM und nahm Stellung zu den Vorwürfen, worauf die BLM die Angelegenheit mit einer Beanstandung als erledigt betrachtete. Danach wurde die Werbung auf andere Weise fortgeführt. Anstatt den Namen der T-Online-Tochter im laufenden Programm zu nennen, verwiesen die Moderatoren für weitere Informationen zum Download nun mehr auf die Internetpräsenz des Senders. Auch diese Art von Werbung wurde inzwischen gestoppt.
In der Kritik standen auch Gewinnspiele des Senders. 2006 konnte das Programm seine Marktanteile aufgrund erfolgreicher Gewinnspiele steigern und die bisherigen Platzhirsche Bayern 1 und Bayern 3 überflügeln. Dies brachte dem Sender Kritik ein, ein kurzfristiges Steigern der Hörerschaft durch kostenpflichtige Mehrwertrufnummern gehe auf Kosten des Image einer ganzen Gattung. Demgegenüber verwies RT.1-Geschäftsführer Felix Kovac auf Messungen, demzufolge bei den Hörern Informationen nur auf Rang vier der Rangfolge liegen, was sich Hörer von ihren Radioprogrammen erwarten, nach Musik, Moderation und Marketing.
Im Februar 2013 wurde um Antenne Bayern erneut Kritik wegen Schleichwerbung laut. Im Rahmen des Gewinnspiels Antenne Bayern zahlt Ihre Rechnung hat Antenne Bayern an einem Tag zwei Rechnungen ausgewählt, bei denen es sich jeweils um das Smartphone Samsung Galaxy S III handelte. Dieser Gewinn wurde mehrmals im Programm am Vor- und Nachmittag sowie am nächsten Morgen beim vollen Markennamen genannt und sogar als „sehr angesagt“ angepriesen.

## Empfangsmöglichkeiten
Das Programm kann über 43 UKW-Sendeanlagen in ganz Bayern, Teilen von Hessen, Thüringen, Sachsen, Baden-Württemberg, Rheinland-Pfalz, Österreich, der Schweiz und Tschechien empfangen werden.
Seit dem 1. Juli 2017 wird das Programm auch im bayernweiten Digitalradiomultiplex 11D verbreitet. Mit dem Start des zweiten DAB+ - Bundesmux erfolgte die Verbreitung seit 5. Oktober 2020 bundesweit digital im Programmpaket von „Antenne Deutschland“, wurde jedoch am 31. Juli 2023 zugunsten des Programms der Oldie Antenne abgeschaltet.
Darüber hinaus ist der Sender in den Kabelnetzen von Bayern, Baden-Württemberg, Hamburg (DVB-C), Hessen und Sachsen sowie digital über den Satellit Astra und über das Internet zu empfangen. Zur IFA 2005 war Antenne Bayern auch über DVB-T in Berlin zu empfangen.
In der Sommersaison wird der Sender zeitweise ganz oder teilweise mit eigenen Beiträgen über die vier Frequenzen von Radio Europa 23 am Gardasee übernommen.